# Aberdereca parva
Genre
Espèce
Aberdereca parva, unique représentant du genre Aberdereca, est une espèce d'opilions laniatores de la famille des Assamiidae.

## Distribution
Cette espèce est endémique du Kenya. Elle se rencontre dans les monts Aberdare.

## Description
La femelle holotype mesure 2,5 mm.

## Publication originale
- Goodnight & Goodnight, 1959 : « Report on a collection of Opilionids from East Africa. » Arkiv för Zoologi, vol. 12, no 15, p. 197–222.